# 沙镇溪镇
沙镇溪镇，是中华人民共和国湖北省宜昌市秭归县下辖的一个乡镇级行政单位。

## 行政区划
沙镇溪镇下辖以下地区：
沙镇溪社区、双院村、高潮村、马家山村、范家坪村、乐丰村、大浴池村、台子湾村、树坪村、千将坪村、梅坪村、三星店村、长春村、倒座铺村、马家坝村和屯里荒村。